# محمدرضا ترکی
محمّدرضا ترکی (زادهٔ ۱۷ خرداد ۱۳۴۱، آبادان) شاعر، نویسنده، مترجم، محقق ادبی، دانشیار گروه زبان و ادبیات فارسی دانشگاه تهران، و عضو پیوستۀ فرهنگستان زبان و ادب فارسی است.

## تحصیلات
- کارشناسی زبان و ادبیات فارسی، دانشگاه تهران، ۱۳۷۱
- کارشناسی ارشد زبان و ادبیات فارسی، پژوهشگاه علوم انسانی و مطالعات فرهنگی، ۱۳۷۵
- دکتری زبان و ادبیات فارسی، دانشگاه تهران، ۱۳۷۹

## آثار

### کتاب‌ها

#### تألیف
- از واژه تا صدا (مقالاتی پیرامون ادبیات و پیشینهٔ رادیو). تهران: طرح آینده، ۱۳۸۲[۲]
- پارسای پارسی (سلمان فارسی به روایت متون فارسی). تهران: علمی و فرهنگی، ۱۳۸۷[۳]
- پرسه در عرصهٔ کلمات (۵۵ مقاله و یادداشت در زمینه‌ی ادبیات). تهران: سخن، ۱۳۸۷[۴]
- نقد صیرفیان: فراز و فرود خاقانی‌شناسی معاصر از رهگذر بررسی هفت اثر از خاقانی‌شناسان این روزگار. تهران: سخن و پژوهشگاه علوم انسانی و مطالعات فرهنگی، ۱۳۹۴[۵]
- پیشگامان شعر فارسی. تهران: سازمان مطالعه و تدوین کتب علوم انسانی دانشگاه‌ها (سمت)، ۱۳۹۵[۶]
- غایت ابداع (منشآت عربی خاقانی افضل الدین بدیل بن علی خاقانی شروانی). تهران: نشر خاموش، ۱۳۹۸
- سرّ سخنان نغز خاقانی (ناگفته هایی دربارۀ زندگی، شخصیت و شعر خاقانی شروانی) (قصاید ۱-۳۳). تهران: سازمان مطالعه و تدوین کتب علوم انسانی دانشگاه‌ها (سمت)، ۱۳۹۸ (برگزیدۀ پانزدهمین جشنواره بین المللی شعر فجر در بخش «دربارۀ شعر»)
- سرّ سخنان نغز خاقانی (ناگفته هایی دربارۀ زندگی، شخصیت و شعر خاقانی شروانی) (قصاید ۶۶-۳۴). تهران: سازمان مطالعه و تدوین کتب علوم انسانی دانشگاه‌ها (سمت)، ۱۳۹۸ (برگزیدۀ پانزدهمین جشنواره بین المللی شعر فجر در بخش «دربارۀ شعر»)

#### مجموعه‌شعر
- فصل فاصله (مجموعه‌شعر). تهران: همسایه، ۱۳۸۱[۷]
- هنوز اولِ عشق است. تهران: انتشارات تکا، ۱۳۸۷[۸]
- خاکستر آیینه. تهران: انجمن شاعران ایران، ۱۳۸۹[۹] (شعر شایستهٔ تقدیرِ کتاب فصل، تابستان ۱۳۸۹[۱۰])
- بغض در نواحی لبخند (مجموعه‌شعر). تهران: هنر رسانهٔ اردی‌بهشت، ۱۳۹۱[۱۱]
- بیا پایین (مجموعه‌شعر طنز). تهران: قاف، ۱۳۹۷
- سال‌های بی‌ترانگی. تهران: شهرستان ادب، ۱۳۹۷

#### ترجمه
- تاریخ و تطوّر علوم بلاغت. تألیف دکتر شوقی ضیف. تهران: سازمان مطالعه و تدوین کتب علوم انسانی دانشگاه‌ها (سمت)، چاپ اول: ۱۳۸۳، چاپ پنجم: ۱۳۹۷[۱۲]

#### گزینش و ویرایش کتاب
- تیرانا (برگزیدهٔ نقد و نثر ادبی از مهرداد اوستا). تهران: انتشارات حوزهٔ هنری، ۱۳۸۱
- برگزیدهٔ مقالات معارف اسلامی (از شهریور ۱۳۴۵ تا شهریور ۱۳۵۷) (۲ جلد). قم: اسوه، ۱۳۸۴[۱۳]
- رجعت سرخ ستاره (مجموعه‌شعر علی معلم دامغانی). تهران: سورهٔ مهر، ۱۳۸۶

### مقالات[۱۴]

#### برخی مقالات در مجموعه‌ها و نشریات علمی ـ پژوهشی
- «عهدنامهٔ سلمان فارسی». مجلهٔ تخصصی گروه زبان و ادبیات فارسی. دانشگاه تهران، تابستان ۱۳۸۰
- «رسول ماه». مجلهٔ دانشکدهٔ ادبیات و علوم انسانی دانشگاه تهران. بهار ۱۳۸۴
- «بر بساط غزل خاقانی». نامهٔ فرهنگستان، شمارهٔ ۲۶، شهریور ۱۳۸۴
- «دوباره‌کاری و شتابزدگی در تصحیح هفت دیوان محتشم کاشانی». نامهٔ فرهنگستان. شمارهٔ ۲۷، آذر ۱۳۸۴
- «در حاشیهٔ غلط ننویسیم». مجلهٔ دانشکدهٔ ادبیات و علوم انسانی دانشگاه تهران شمارهٔ ۱۸۷، پاییز ۱۳۸۷
- «آویختن تازیانه»، نامهٔ فرهنگستان، دورهٔ یازدهم، شمارهٔ اول، بهار ۱۳۸۹
- «عاشق گلخنی»، مجلهٔ دانشکدهٔ ادبیات و علوم انسانی. دانشگاه تهران. شمارهٔ ۱۹۱، بهار و تابستان ۱۳۸۹

#### برخی مقالات در نشریات علمی ـ ترویجی
- «پاسخ به یک ابهام در سخن سعدی». فصلنامهٔ «وقف، میراث جاویدان». بهار ۱۳۷۷
- «وقف در متون فارسی». فصلنامهٔ وقف، میراث جاویدان. تابستان ۱۳۷۷
- «برادرکشان در شاهنامه». فصلنامهٔ شعر، شمارهٔ ۲۸
- «دشواری‌های دیوان خاقانی». کتاب ماه ادبیات و فلسفه، مرداد ۱۳۸۳

#### مقاله‌های دانشنامه‌ای
- مدخل «خاقانی شروانی» در دانشنامهٔ زبان و ادب فارسی. تهران: فرهنگستان زبان و ادب فارسی، جلد سوم، ۱۳۸۸
- مدخل «کمال‌الدین اسماعیل اصفهانی» در دانشنامهٔ زبان و ادب فارسی. تهران: فرهنگستان زبان و ادب فارسی، جلد پنجم، ۱۳۹۳
- مدخل «مُنشآت خاقانی» در دانشنامهٔ زبان و ادب فارسی. تهران: فرهنگستان زبان و ادب فارسی، جلد ششم، ۱۳۹۵
- مدخل «ادبیات انقلاب اسلامی» در دانشنامهٔ زبان و ادب فارسی. تهران: فرهنگستان زبان و ادب فارسی، ذیل، ۱۳۹۷

#### ترجمه (مقالات)
- «مرد بادها (کوروساوا و تجربه‌های سینمایی‌اش)». مجلهٔ ادبستان، شمارهٔ ۲۵، دی ۱۳۷۰
- «متن‌گرایی و نقش آن در معرفت دینی». فصلنامهٔ وقف، میراث جاویدان، شمارهٔ ۱۷، ۱۳۷۶
- «عالمان اصول دین و انکار دلالت فعل بر زمان». فصلنامهٔ وقف، میراث جاویدان، شمارهٔ ۲۱، ۱۳۷۷
- مجموعه‌مقالات «اسطوره‌شناسی»، چاپ‌شده در ۸ شمارهٔ پیاپی از فصلنامهٔ شعر، شماره‌های ۲۲–۲۹، ۱۳۷۷–۱۳۸۰

## فعالیت‌های مطبوعاتی/ رسانه‌ای
- سردبیر فصلنامهٔ شعر (۱۳۷۷–۱۳۸۰)
- دبیر تحریریهٔ فصلنامهٔ وقف، میراث جاویدان (۱۳۷۲–۱۳۷۷)
- مدیر رادیو فرهنگ (۱۳۷۷–۱۳۸۱)
- سردبیر مجلۀ دانشکدۀ ادبیات و علوم انسانی دانشگاه تهران (۱۳۹۹)
- سردبیر نامۀ فرهنگستان (۱۳۹۹)